# ورقة هارتويل

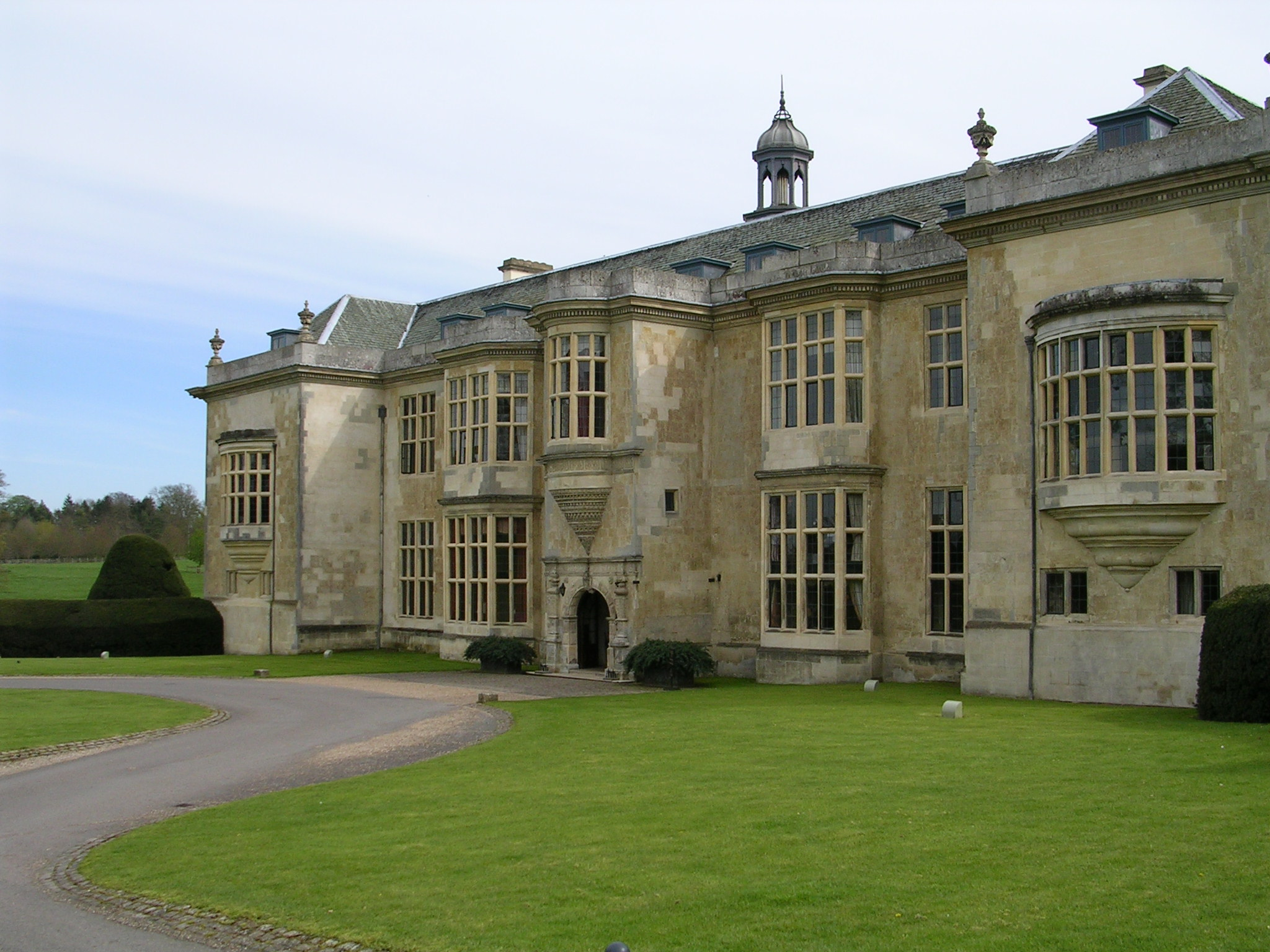

ورقة هارتويل دعت إلى إعادة توجيه سياسة المناخ بعد الفشل الملحوظ في عام 2009 لمؤتمر المناخ التابع لاتفاقية الأمم المتحدة الإطارية بشأن تغير المناخ في كوبنهاغن. وجاء ذلك استجابة «لبروتوكول كيوتو» الملحق باتفاقية الأمم المتحدة وهي اتفاقية دولية سابقة تهدف إلى تقليل انبعاثات غازات الاحتباس الحراري. وقامت مدرسة لندن للاقتصاد بالتعاون مع جامعة أوكسفورد بنشر هذه الوثيقة في أيار/ مايو 2010. ويبلغ عدد مؤلفي الوثيقة 14 عالم في مجالات الطبيعة والاجتماع من قارات اّسيا، وأوروبا، وأمريكا الشمالية ومن ضمنهم مايك هولم، وروجر بيلك (جي اّر)، ونيكو شتاير، وستيف راينر، والذين إجتمعوا في إطار نظام «تشاتام هاوس».
وقد رأى المؤلفون أن الأزمة الاقتصادية التي حدثت في عام 2009 تمثل فرصة لإعادة تقييم الأولويات العالمية. وأوضحوا بأن النجاح  في إزالة انبعاث الكربون منوط بأهداف أخرى جذابة سياسياً وبراجماتية لا تلين.
حيث أكدوا على كرامة الإنسان كمبدأ توجيهي وضروري لسياسة المناخ:" إن إعادة تأطير قضية المناخ حول قضايا كرامة الإنسان هي ليست فقط مسألة نبيلة وضرورية بل قد تكون أيضاً أكثر فاعلية من النهج الذي يدور حول خطيئة الإنسان والذي فشل وسيستمر بالفشل.